# کتان کمرنگ
کتان کمرنگ (نام علمی: Linum bienne) نام یک گونه از تیره کتانیان است.